# 후루야 우사마루
후루야 우사마루 (古屋兎丸)는 일본의 만화가다. 1968년 도쿄에서 태어났다. 다마 미술대학 미술학부 회화과(유화)를 전공했고, 졸업 후에 한동안 고등학교 미술 강사와 만화가 활동을 병행하기도 했다. 1994년 <가로>에 《파레포리》를 발표하면서 데뷔, 이후 독특한 센스를 바탕으로 한 작품들을 발표해 왔다. 다른 작품으로 《숏 컷》(국내명: 최강 여고생 마이), 《둔기강림》, 《파이》, 《마리가 연주하는 음악》 등이 있다.

## 작품
《파레포리》(Palepoli) (2008년, 세미콜론, ISBN 978-89-8371-384-1)
《최강여고생 마이》 (Short Cuts ショートカッツ) (2006년, 애니북스, ISBN 978-89-5919-082-9)
《소년소녀 표류기》 (少年少女漂流記) (2011년, 서울문화사　ISBN 978-89-263-2534-6)